# Val di Magra
La Val di Magra è il lembo di pianura, compreso nelle province della Spezia e di Massa e Carrara, attraverso il quale il fiume Magra confluisce nel mar Ligure, a poca distanza dal golfo dei Poeti, e che definisce il cuore dell'antica regione storica della Lunigiana.
Caratterizzata da una ricchezza di paesaggi, che inizia con la costa, con il suo litorale sabbioso, e prosegue verso l'interno attraverso i colli lunensi, sulle cui sommità svettano antichi castelli e borghi arroccati, fino ai grandi contrafforti dell'Appennino tosco-emiliano e ai margini delle creste rocciose delle Alpi Apuane.
Nei millenni la vallata ha sempre rappresentato una via di percorrenza strategica, percorso obbligato per accedere dalla costa tirrenica alla pianura Padana, percorsa dall'antica Via Aemilia Scauri, grande arteria romana che congiungeva la Lunigiana alla via Aemilia Lepidi e dal VII secolo dalla via degli Abati di Bobbio e dalla medievale Via Francigena, percorsa dai grandi flussi di pellegrini e ricca di ospitali.
Sotto la tutela dell'Autorità di Bacino del fiume Magra e del Parco naturale regionale di Montemarcello-Magra, rappresenta inoltre una delle quattro partizioni in cui è possibile suddividere la Provincia della Spezia, insieme alla riviera spezzina con le Cinque Terre, al golfo dei Poeti e alla Val di Vara.

## Storia

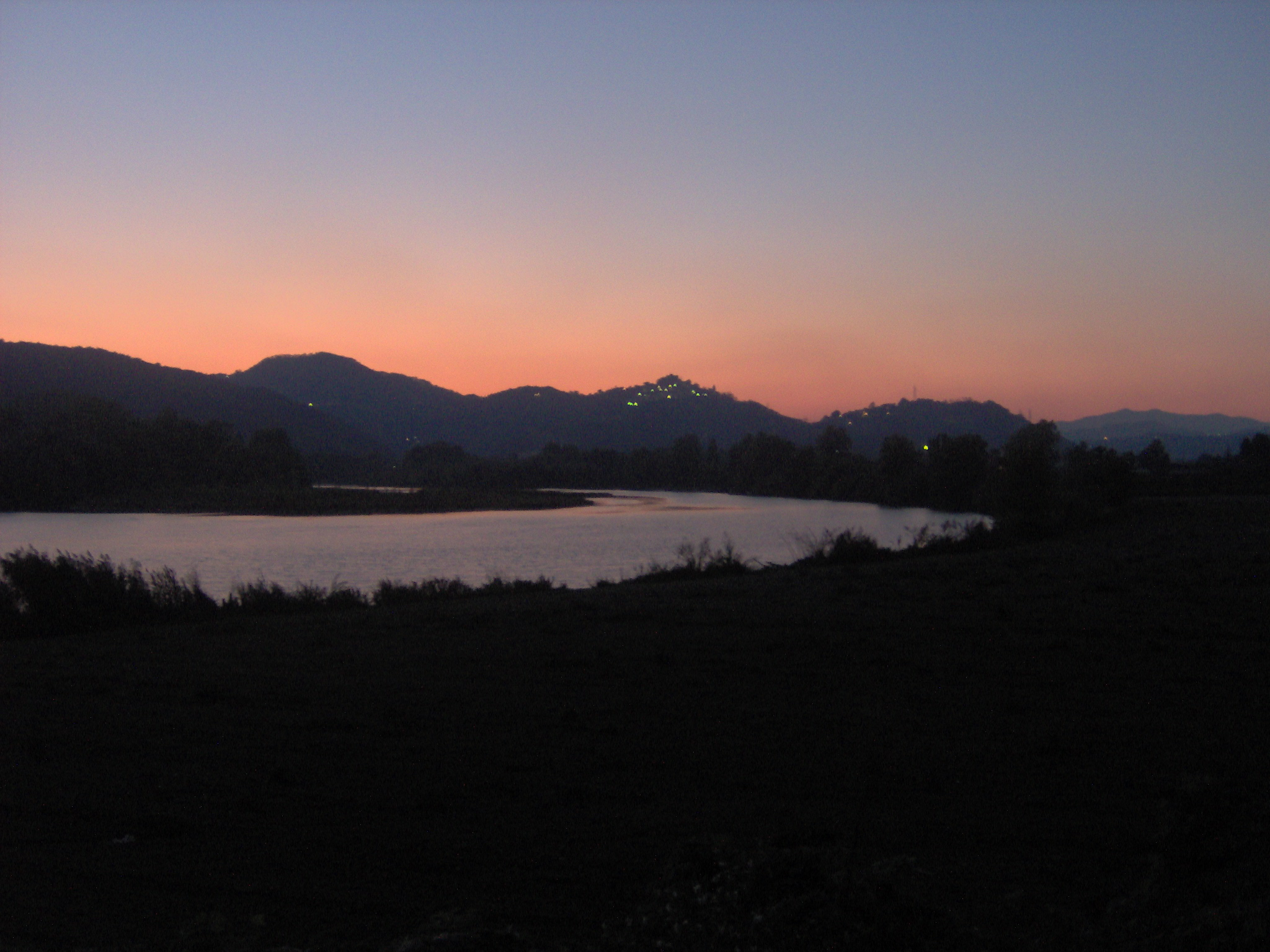
Tramonto sulla val di Magra

(Dante Alighieri, Divina Commedia, Inf. XXIV, 144-46)

### Età preromana
I primi segni della presenza dell'uomo nella Val di Magra sono le famose statue stele, monoliti dal significato ancora oscuro, che probabilmente rappresentavano dei e dee come la Dea Madre, o raffigurano eroi del tempo oppure venivano utilizzate come elementi di decoro funerario.
È possibile vedere tali reperti custoditi nel Museo delle statue stele lunigianesi, presso il Castello del Piagnaro a Pontremoli, nel Museo civico archeologico Ubaldo Formentini, presso il Castello San Giorgio alla Spezia, oppure al Museo del territorio dell'alta valle Aulella a Casola in Lunigiana.

### La romanizzazione: Luni
La piana lunense della vallata era già dal III secolo a.C. abitata ed antropizzata dai Liguri Apuani, un popolo autoctono che si oppose all'espansionismo romano e, nel corso della seconda guerra punica, fu tra gli alleati dei Cartaginesi.
Dopo la definitiva sconfitta di Annibale, i Liguri Apuani presero essi stessi l'iniziativa contro i Romani e, nel 193 a.C., organizzarono addirittura un grande attacco alla base militare romana di Pisa, spingendosi fino al fiume Arno, ed iniziando così un periodo bellico con la potenza romana, terminato poi intorno al 177 a.C. con la fondazione della colonia di Luni.

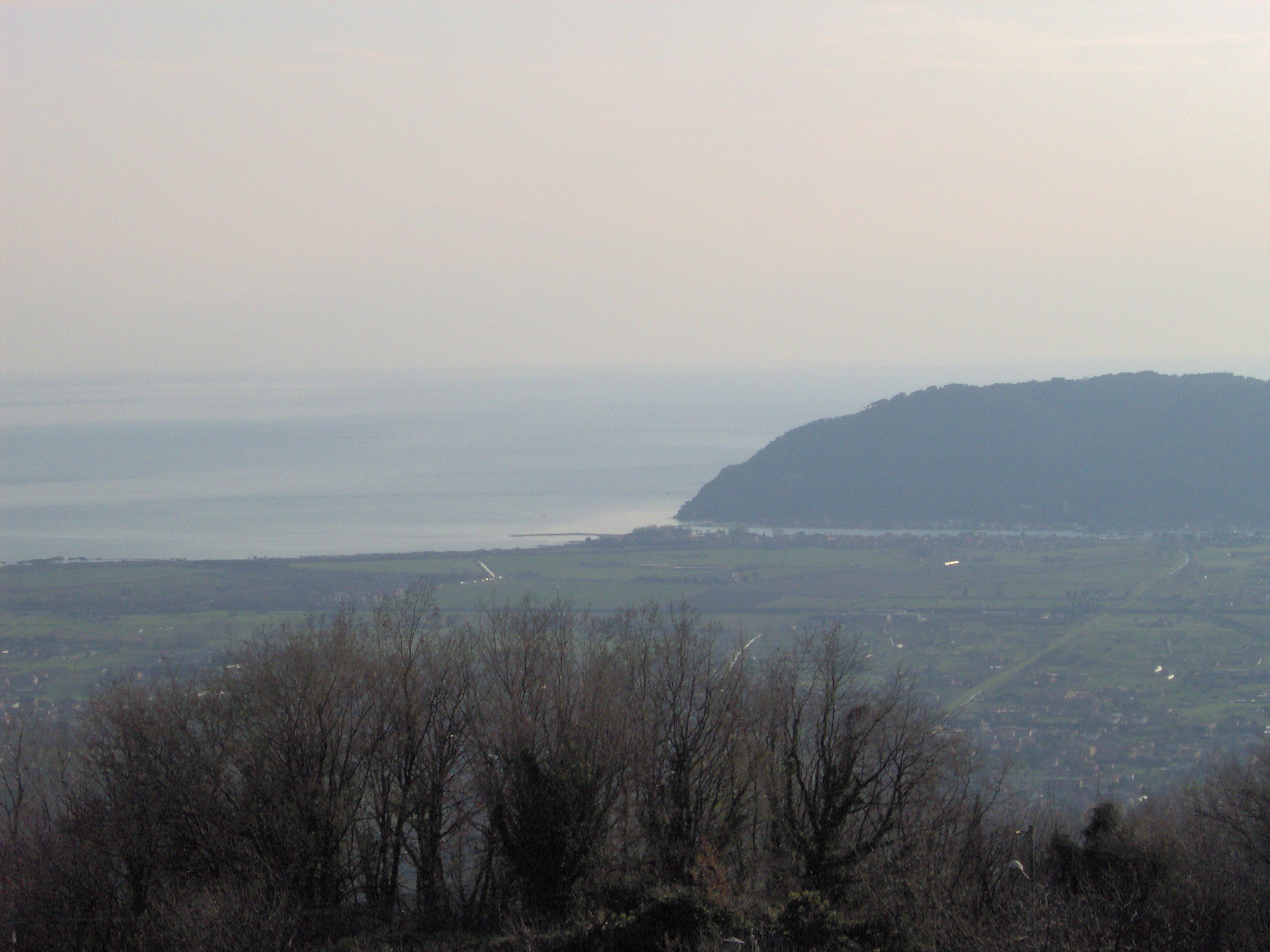
La piana lunense vista dalle colline

Luni fu fondata nella piana alluvionale della vallata, come il segno tangibile della conquista romana, l'avamposto verso la Gallia cisalpina. Da lì a poco Luni divenne un fiorente centro di scambio culturale e commerciale, con un porto attivissimo soprattutto per il commercio del marmo di Carrara.

### Il Medioevo
Nel VI secolo i Goti saccheggiarono la piana di Luni e si insediarono nelle sue vicinanze. Molti degli originali abitanti cercano scampo nelle località vicine, in particolare lungo la valle di Massa.
Nel 963 lo stesso Ottone I donò i feudi di Carrara, Massa e gli abitati di Ameglia, Sarzana e Vezzano Ligure al vescovo di Luni Adelberto.
Nel Medioevo la Val di Magra visse il dominio territoriale dei Vescovi di Luni, che dopo la caduta delle vestigia della colonia romana spostarono la loro sede a Sarzana nel 1207, e delle famiglie signorili dei Malaspina e degli Obertenghi.
Nel XIII secolo aumentarono le lotte tra i Malaspina e il potere vescovile. Fu Dante Alighieri, il 6 ottobre 1306, che stabilì quell'atto che passò alla storia come Pace di Castelnuovo, che sancì, con il vescovo-conte Antonio Nuvolone da Camilla, nella veste di procuratore del marchese Franceschino Malaspina di Mulazzo, la fine del potere temporale della curia lunense.

### Età contemporanea

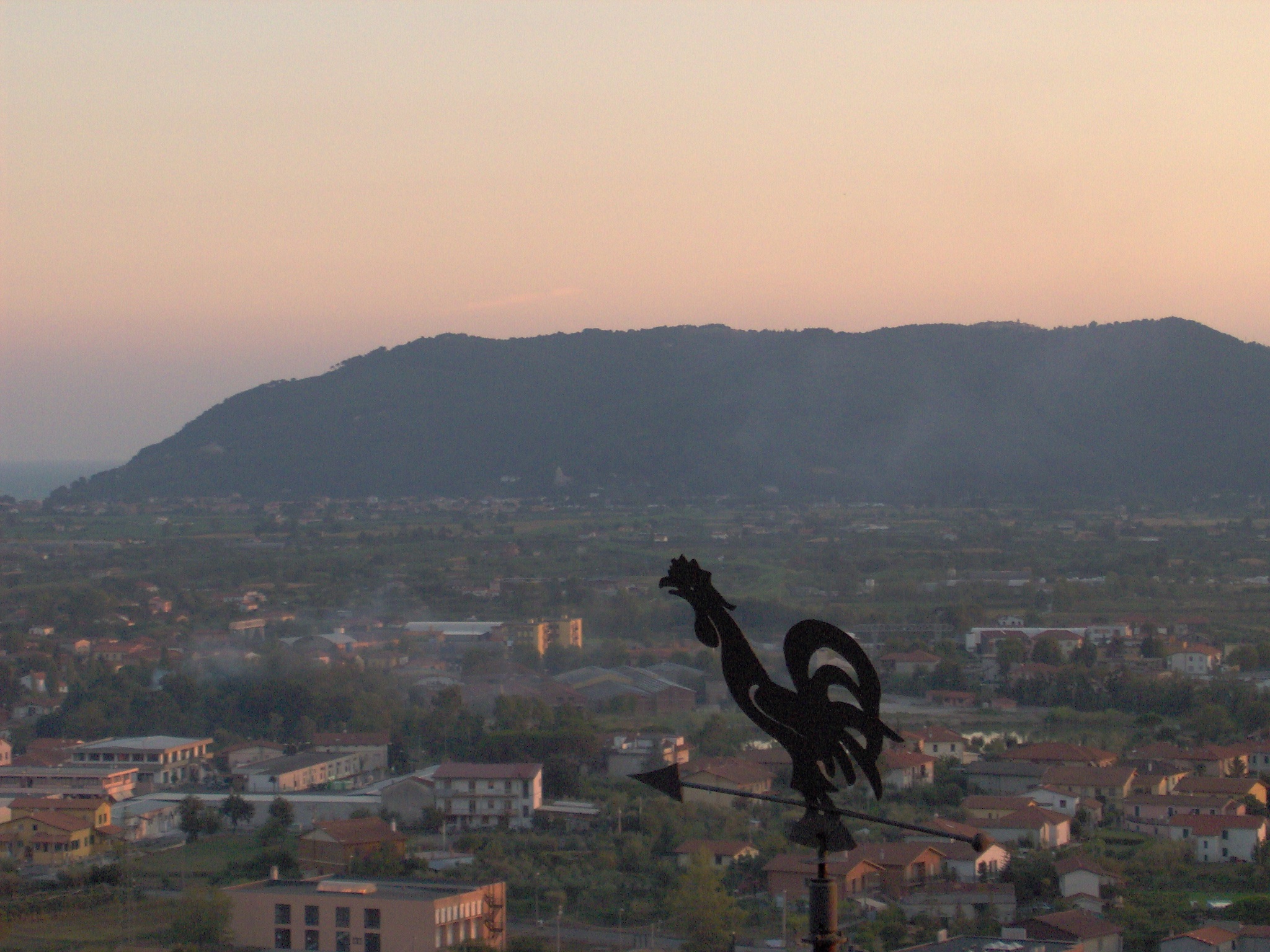
La vallata vista da Castelnuovo Magra

La Val di Magra fu teatro, nel Novecento, di molti episodi importanti legati soprattutto al fascismo, come i Fatti di Sarzana, e alla Resistenza italiana contro l'occupazione nazista.

## Geografia

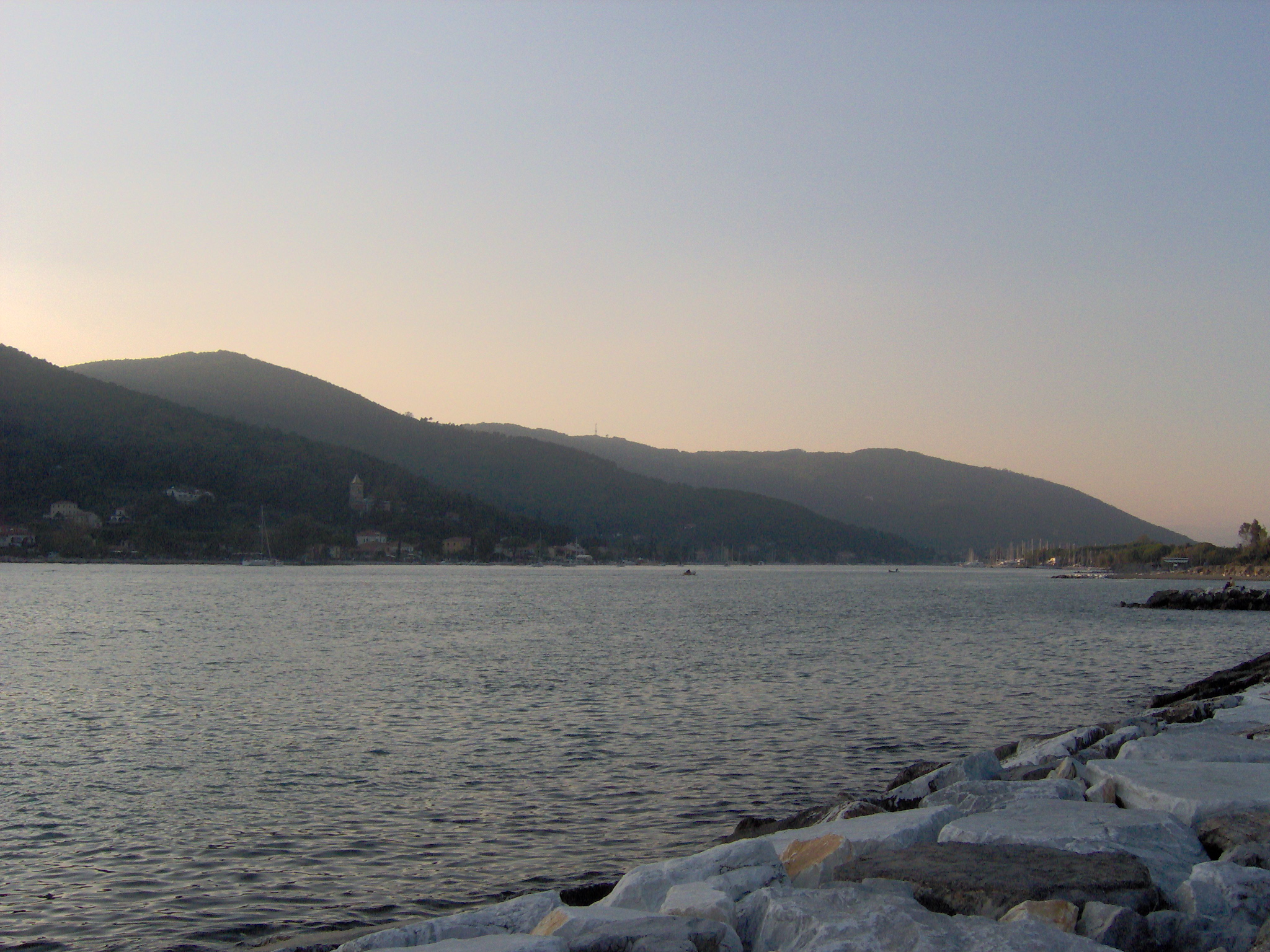
Il fiume Magra alla foce

La vallata è lunga circa 70 km e segue il corso del fiume Magra, dalla Toscana fino alla spianata lunense.
Nella parte altra, il tratto da Pontremoli ad Aulla, la vallata discende verso una direzione NO-SE, longitudinale alla catena dell'Appennino.
Ad Aulla cambia la direzione, volgendo a SO, per poi riprendere la direzione originaria nei pressi di Santo Stefano di Magra, arrivando fino alla pianura alluvionale, parallelamente al promontorio che la separa dal golfo della Spezia.
In Liguria c'è la confluenza con il Vara e la foce ad estuario del Magra che si getta nel mar Ligure a Bocca di Magra e Fiumaretta, nel comune di Ameglia.

## Amministrazioni
Amministrativamente la vallata è divisa su due province: Massa-Carrara e La Spezia.
Viene definita Alta Val di Magra quella compresa in territorio toscano e Bassa Val di Magra quella compresa in territorio ligure. 
I comuni che fanno parte della vallata sono:

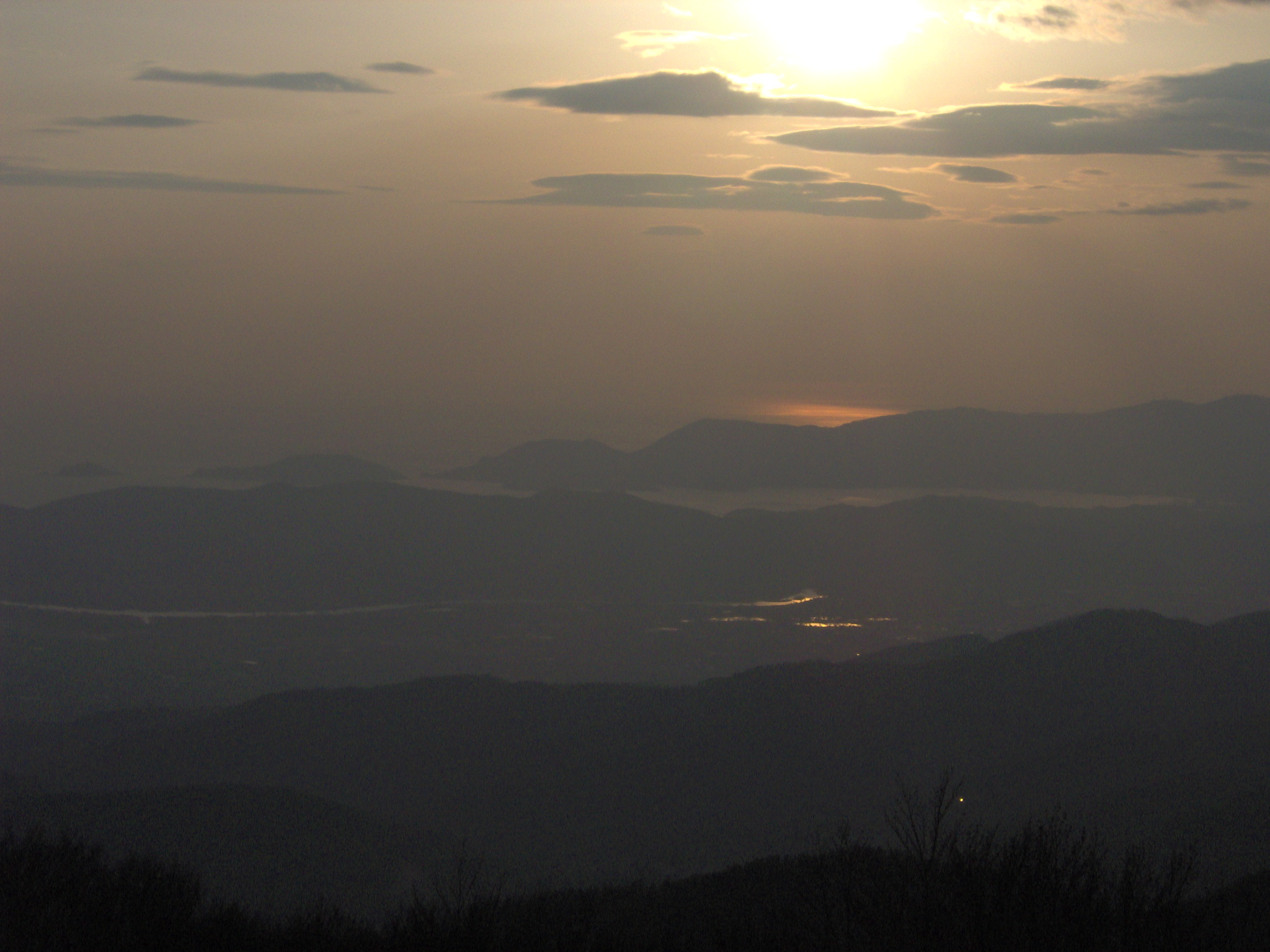
La vallata vista da Campocecina

| - Ameglia - Arcola - Castelnuovo Magra - Luni - Sarzana - Santo Stefano di Magra - Vezzano Ligure | - Aulla - Bagnone - Filattiera - Fosdinovo - Licciana Nardi - Mulazzo - Podenzana - Pontremoli - Tresana - Villafranca in Lunigiana - Zeri |

## Galleria d'immagini
La val di Magra ligure

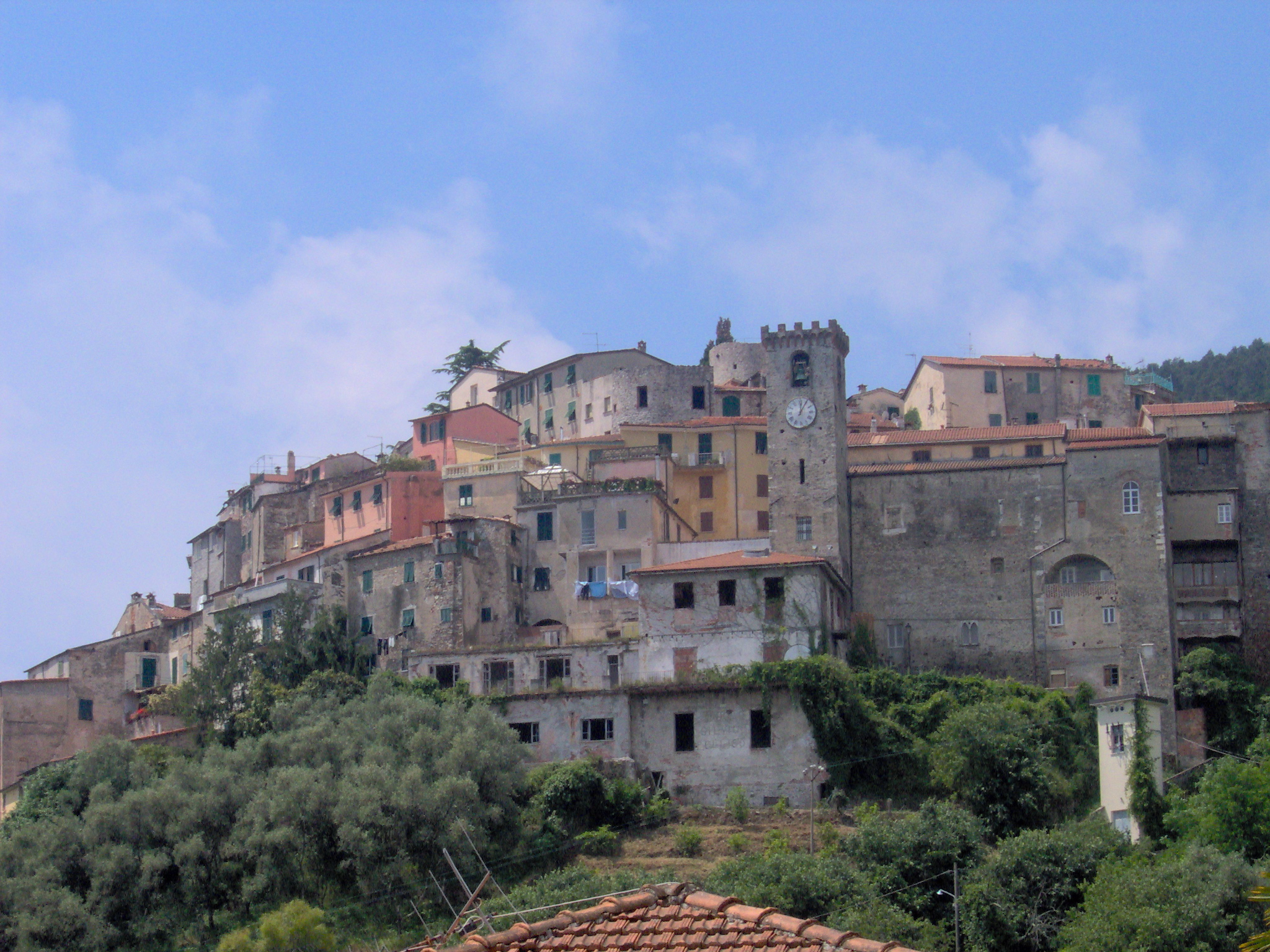
Ameglia
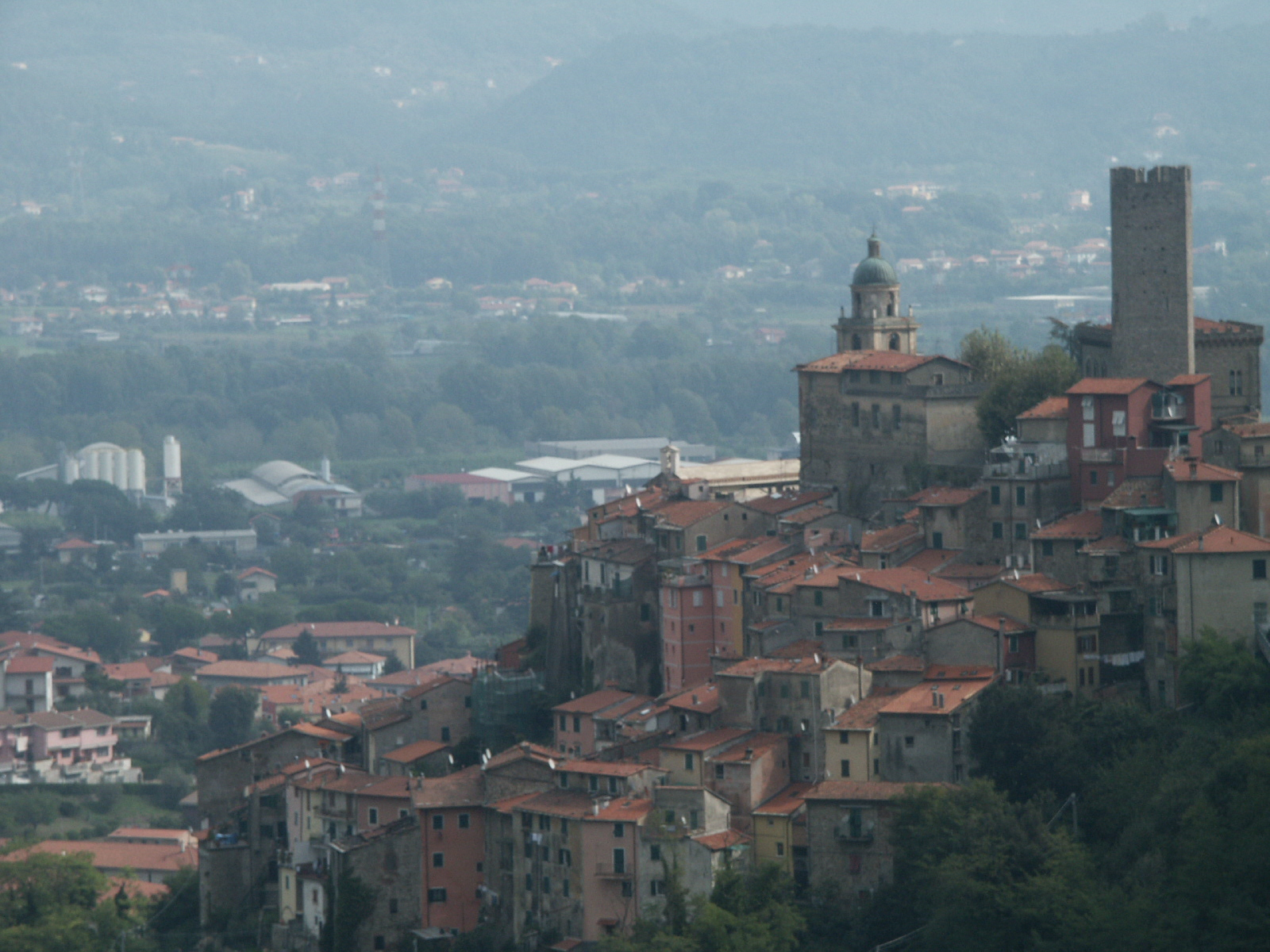
Arcola
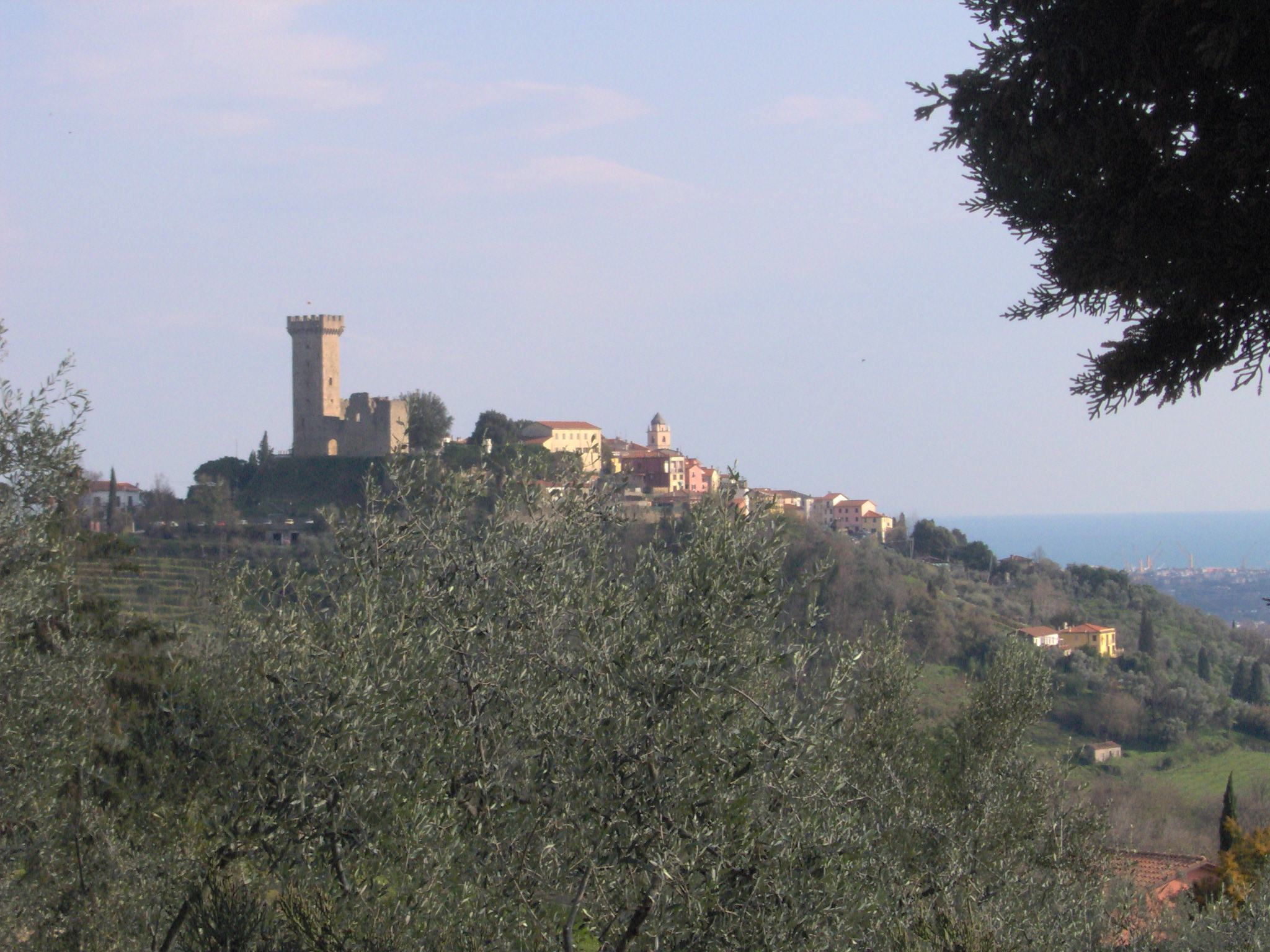
Castelnuovo Magra
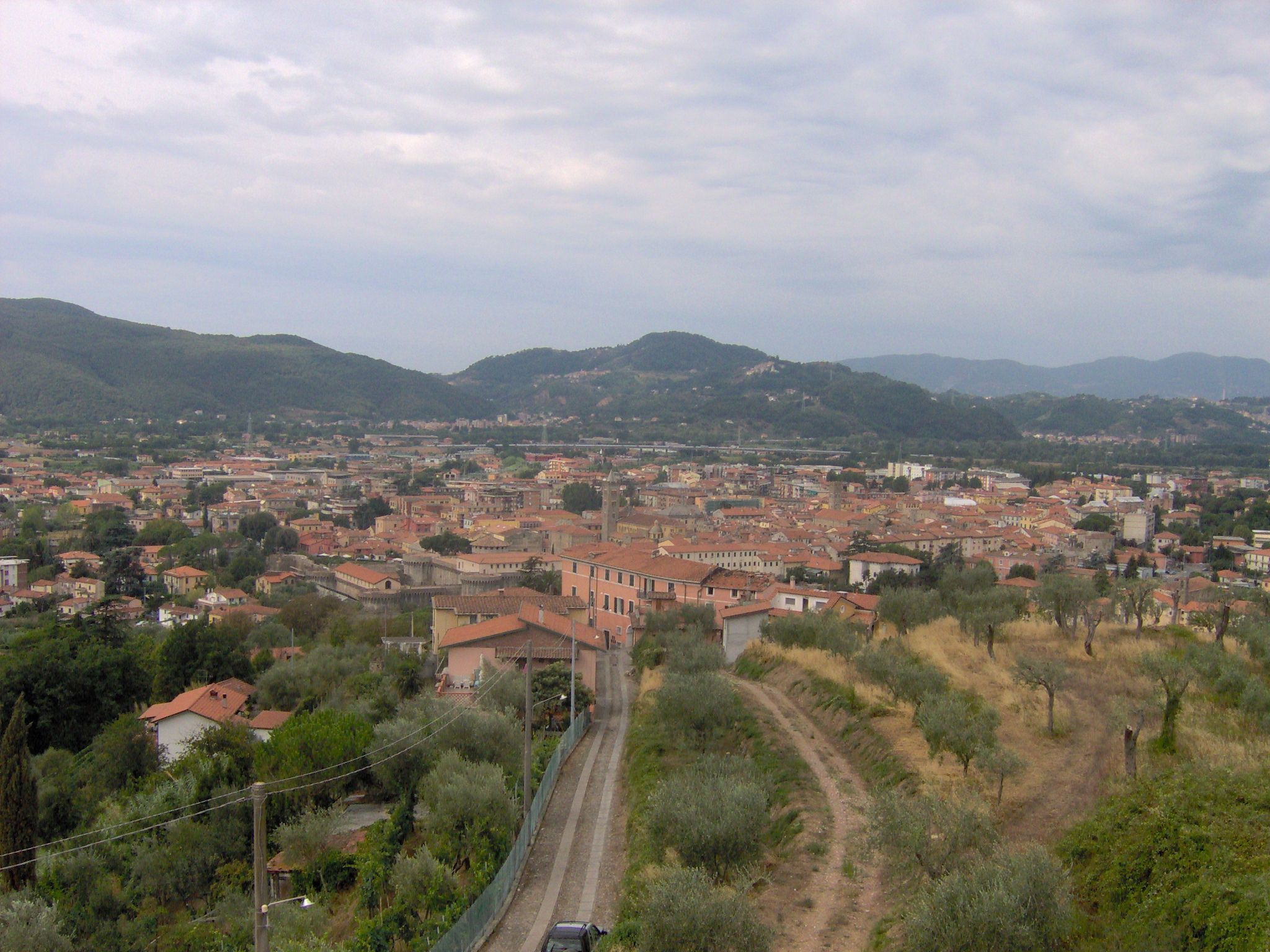
Sarzana.
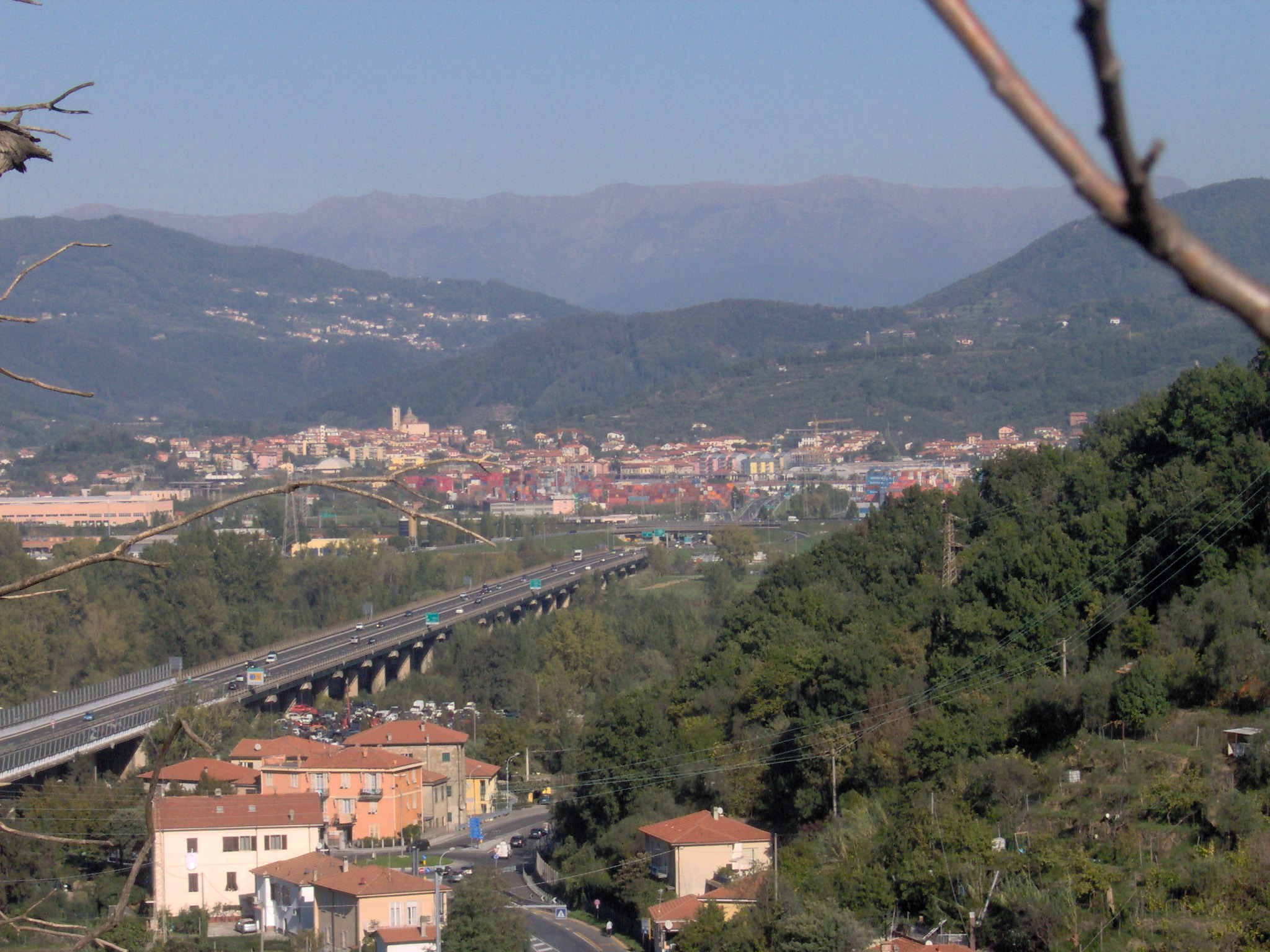
Santo Stefano Magra
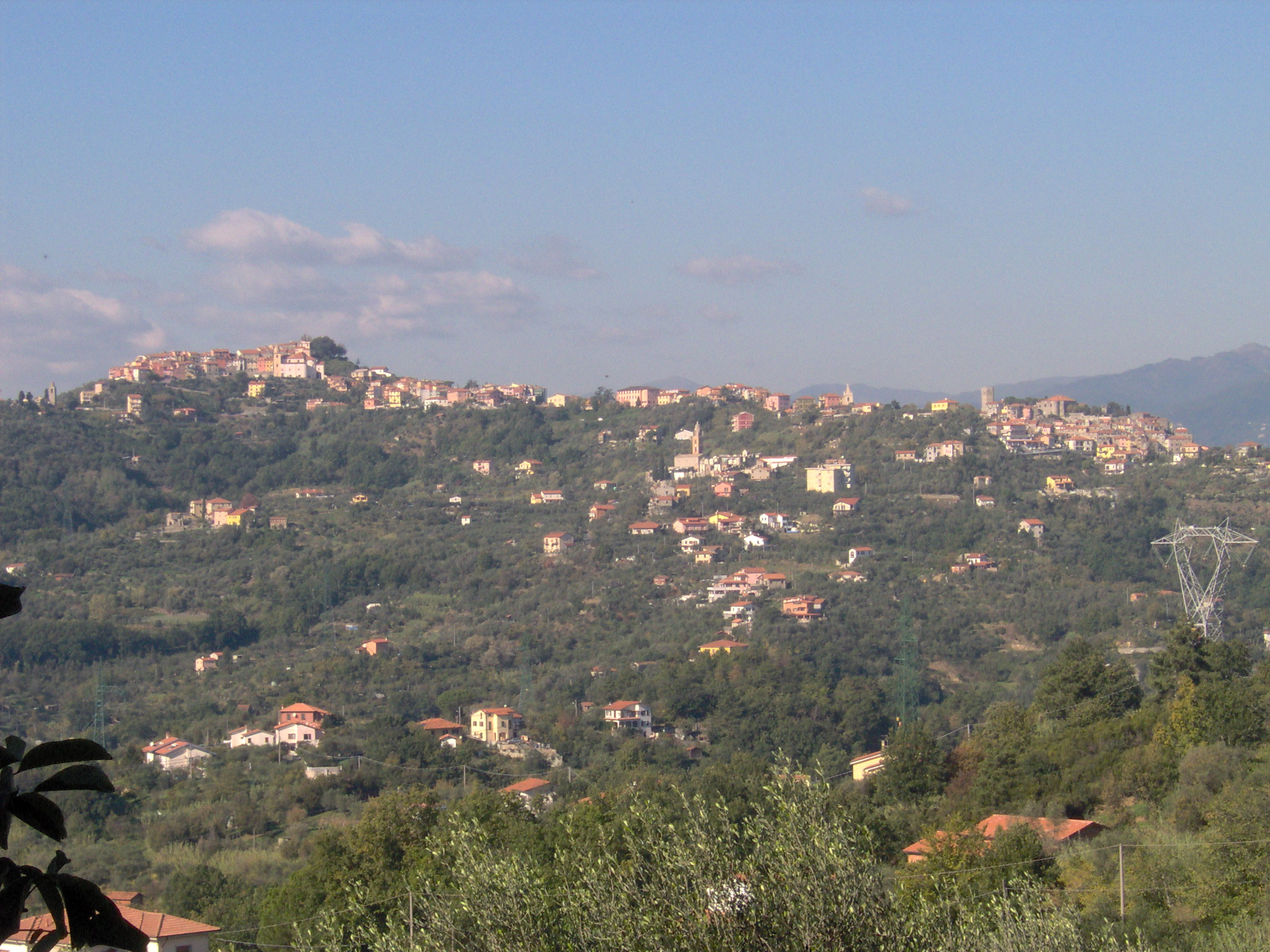
Vezzano Ligure

La val di Magra toscana

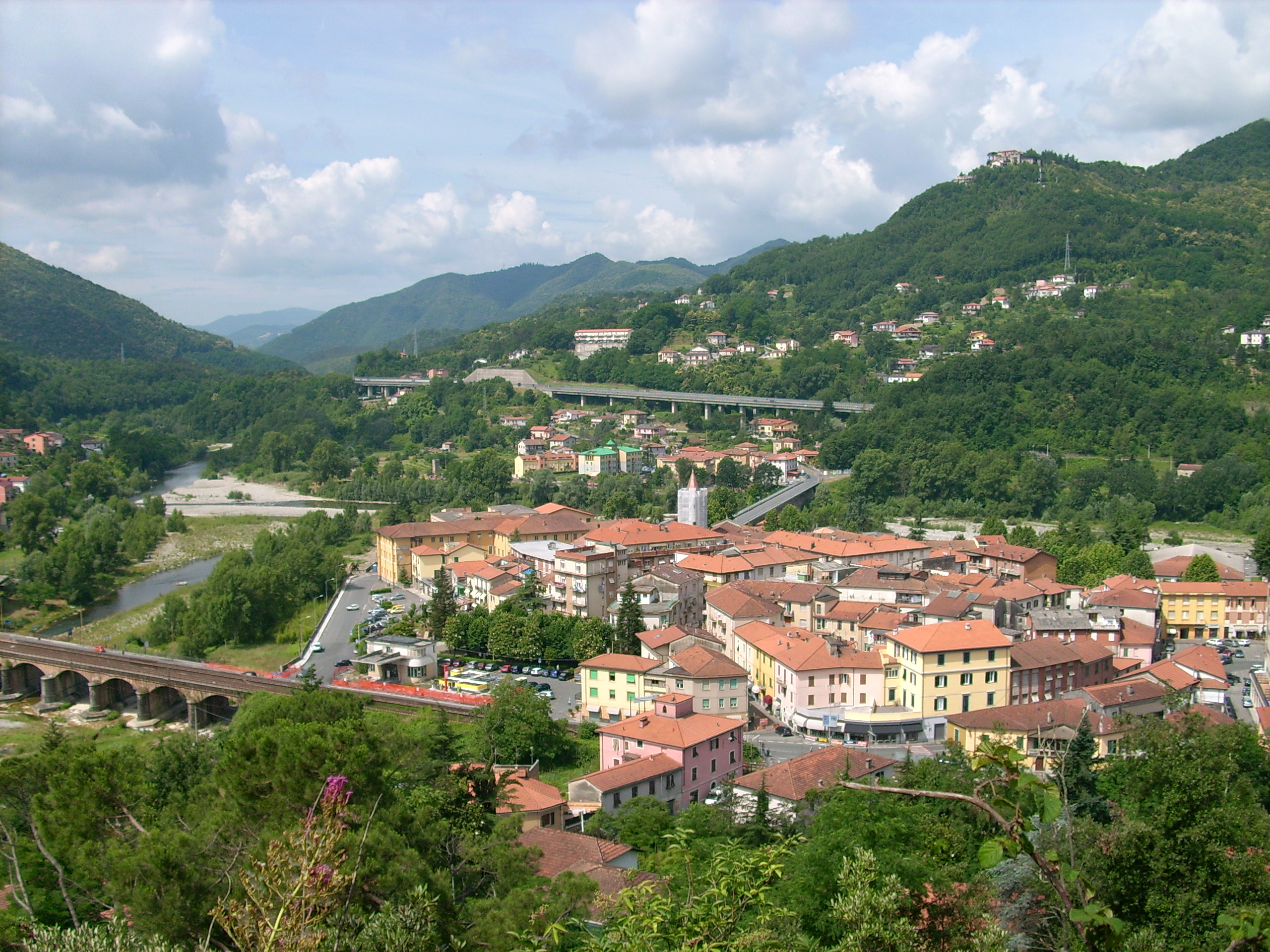
Aulla
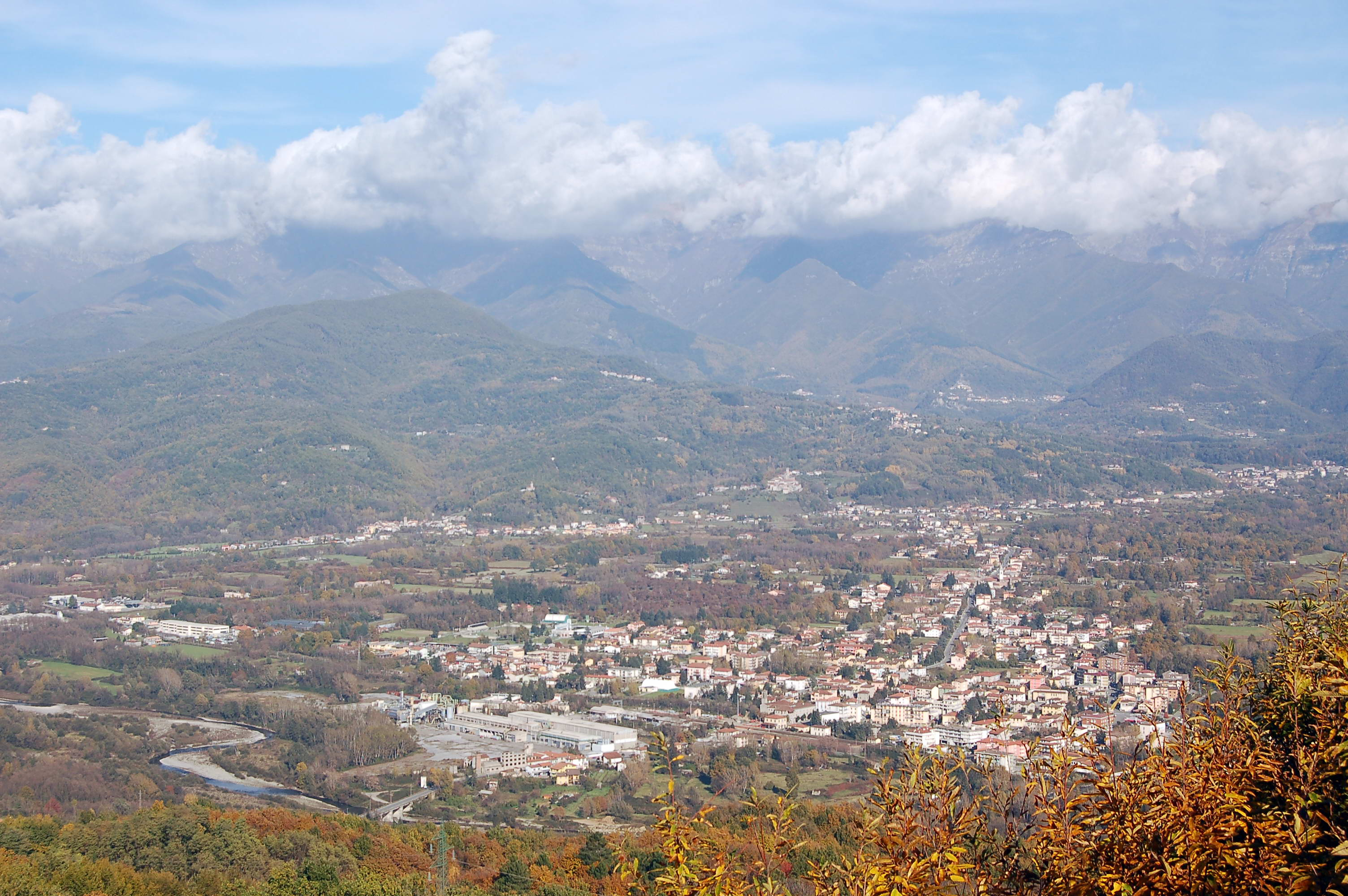
Villafranca in Lunigiana
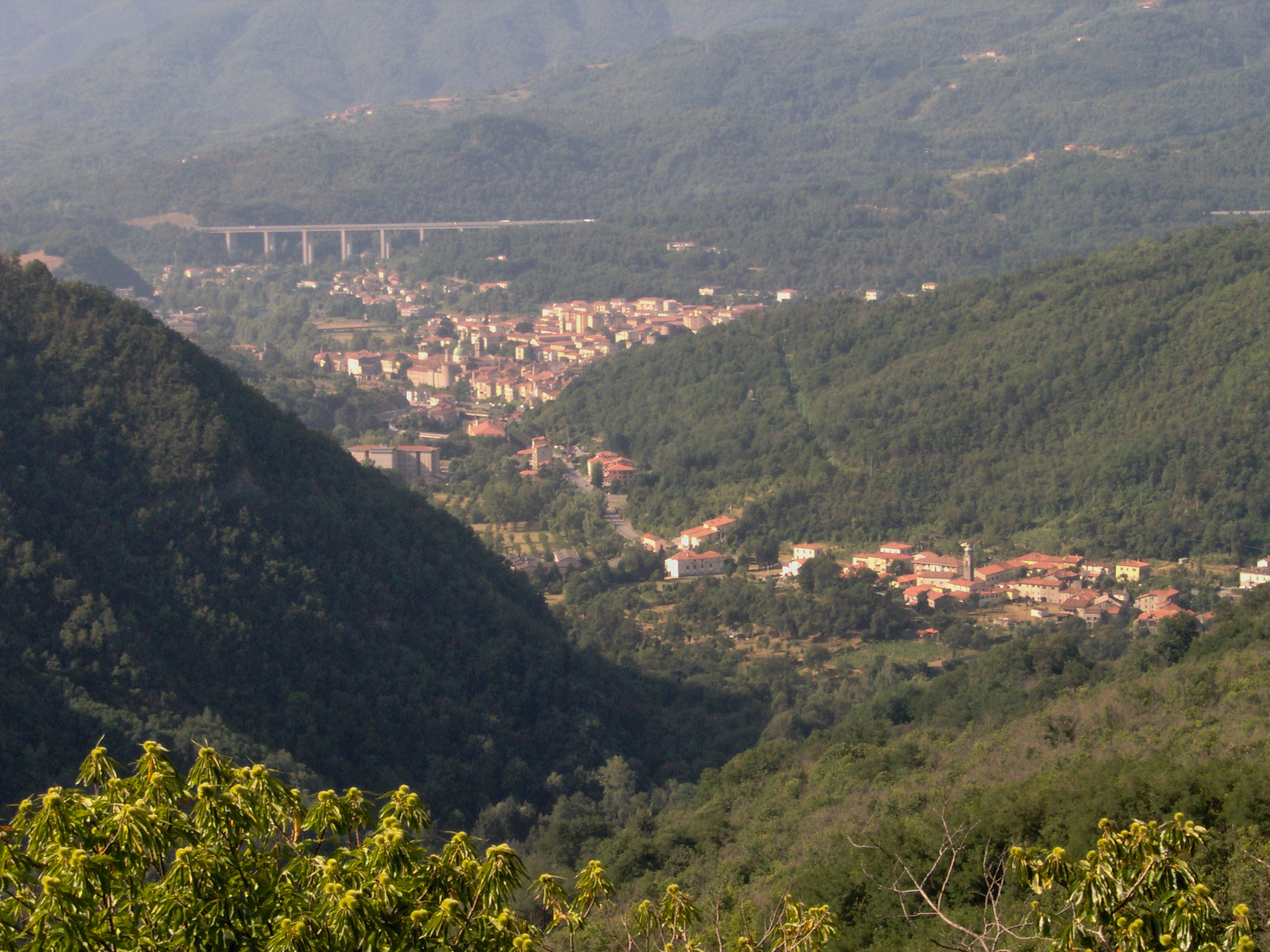
Pontremoli
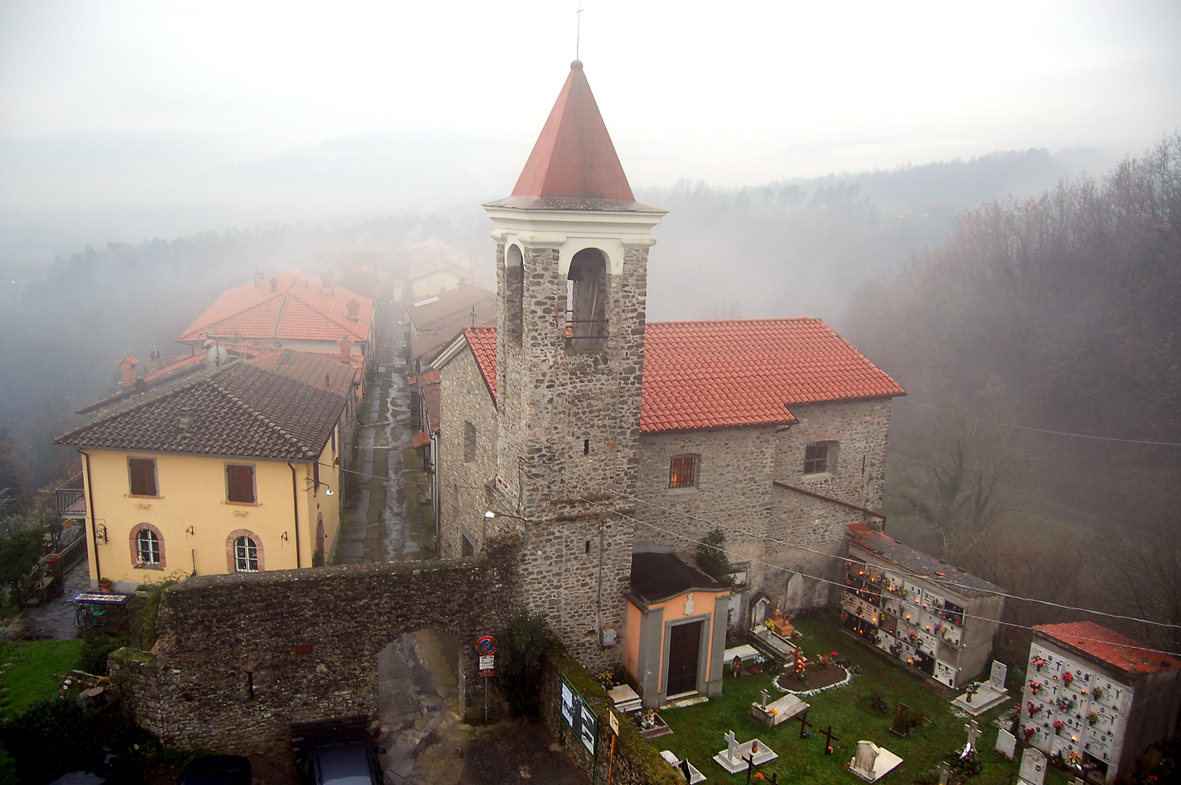
Mulazzo